# 330-ті до н. е.

## Події
- 339 — кінець правління скіфського царя Атея
- 338 — кінець правління в Персії царя Артаксеркса III;
- 338—336 — правління в Персії царя Артаксеркса IV;
- 338—331 — правління в Спарті царя Агіса III;
- 336 — початок правління в Македонії Александра Македонського;
- 336—330 — правління в Персії царя Дарія III;